# Magdalena García Bravo
Magdalena García Bravo (València, 25 de novembre de 1862 - València, 15 de març de 1891) fou una escriptora valenciana.
Nascuda a València l'any 1862/1863, va viure alguns anys a Castelló de la Plana. Als tretze anys publicà la seua primera poesia «A la Immaculada Concepción de la Santíssima Virgen» en La Ilustración Popular Económica, de Valencia, i a partir d'aleshores començà a col·laborar en nombroses publicacions periòdiques d'àmbit valencià i estatal.
Les seues obres (en prosa i en vers, en català i en castellà) emmarcades dins l'ideari Pàtria, Fe i Amor, aparegueren, entre d'altres, en El Correo de la Moda (Madrid, 1880), Revista de València (1881), els Almanaques dels diaris Las Provincias i Levante (des del 1882 fins a la seua mort), la Revista de Castellón o La Veu de Montserrat (1886); El Cosmopolita i La Antorcha, de Valencia; La Mode elegante ilustrada i La Lealtad Espanyola, de Madrid; El Correo de las familias, de Tortosa; El Riojano, de Logroño; El Talaverano, de Talavera i El Oriente, de Asturias de Llanes.
Col·laborà amb l'associació valenciana Lo Rat Penat (fou Regina de les Festes l'any 1882, en què també aconseguí l'accèssit per la composició "Cant d'amor") i participà en les publicacions Calendari Llemosí i Lo Rat Penat: periòdich Lliterari i Quinsenal. El primer article de la revista Lo Rat Penat -que només arribà a publicar vuit números, des del 15 de desembre de 1884 al 15 d'abril de 1885- arreplegava en les seues vuit pàgines les firmes de Manuela Agnès Rausell, Sanmartín i Aguirre, Puig Torralba, Cebrián Mezquita, Iranzo Simón, Jeroni Forteza, Josep Bodría, Tomás Villarroya, de Magdalena García Bravo i del mateix Constantí Llombart, el seu director, amb el qual la unia una estreta amistat, fins al punt que li dedicà el seu poema «Gratitud».
L'any 1894 la família publicà pòstumament a València un recull de les seues poesies, tant en català com en castellà.

## Poesías
Amb el títol de "Poesías de la señorita Magdalena García Bravo" es va publicar L'any 1894, ja amb caràcter pòstum, un recull de poemes d'aquesta autora. El llibre està dividit en dues seccions, una que comprén els poemes en llengua castellana i el segon, més breu, amb deu textos escrits en valencià. Independentment de l'idioma, hom pot apreciar sobretot tres tipus de composició:
1. Poemes de temàtica religiosa - En són exemples "A Nuestra Señora de los Desamparados", "Suspiros a la Divina Madre", "La transverberación de Santa Teresa", "A la Virgen María en su Concepción Purísima" o "La conversión de la Magdalena". En valencià, destaquen dins d'aquesta temàtica "Cant de amor" i "Al beato Pedro Nicolás Factor". Especial comentari mereix el poema "Dos bodas": s'hi descriuen efectivament dos noces: les primeres, entre un home i una dona; les segones, entre una novícia professant i Déu. L'autora subratlla en tot moment la bellesa del segon enllaç enfront del caràcter temporal i fonedís del primer.
2. Poemes dedicats a familiars - Podem citar títols com "A mi querida hermana en su entrada en el claustro", "A mis queridos padres en su día" o "Una flor".
3. Poemes dedicats a la naturalesa - En aquests darrers, la poetessa contempla les belleses de la natura, però sols com a excusa per veure en elles la mà del creador o aspirar a una vida espiritual capaç de transcendir els límits del cos. Com a exemples d'aquesta temàtica podem referir els poemes "Primavera y otoño", "La loma", "La fuente de la gota", "En el campo" o "Luz y sombra".